# Takpapp

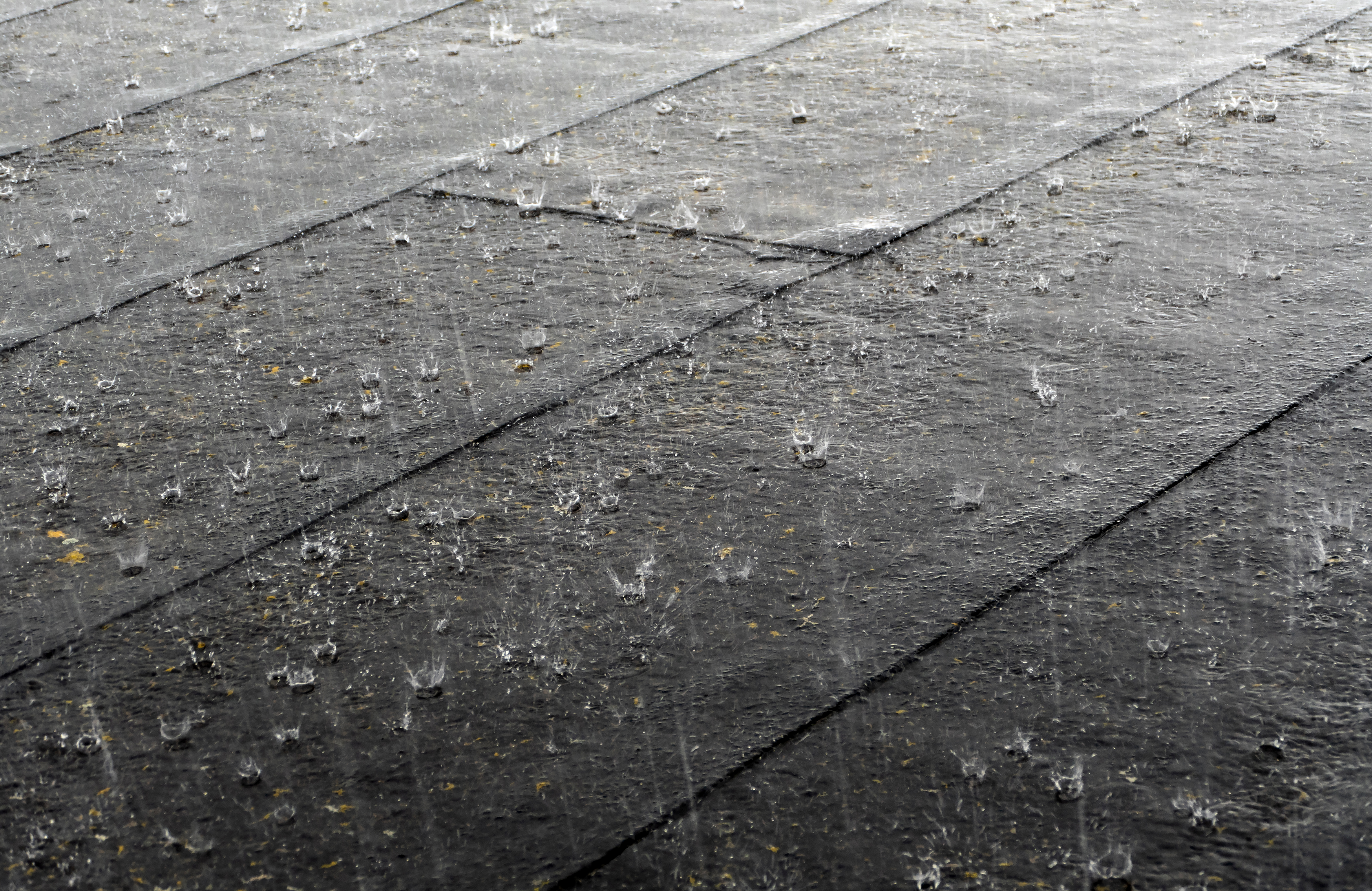
Ösregn på ett tak belagt med tjärpapp

Takpapp eller tjärpapp är ett vattentätt taktäckningsmaterial bestående av papp impregnerad med asfaltsliknande petroleumtjära. Pappen kan antingen fungera som enda täckning på ett ex. brädtak, eller underlagspapp som kondensskydd under exempelvis taktegel. 
Takpapp används sällan numera, utan är ett ord som används i folkmun. Den nutida "takpappen" kallas SBS som är en förkortning (Styren Bitumen Styren). SBS har olika sorters stommar, men ofta polyesterfilt som dränks i polymermodifierad bitumen. 
För att skydda mot solens UV-strålar är övre sidan på SBS:en täckt av krossat skiffer. Livslängden varierar kraftigt beroende på kvalitet, material som är anpassat för klimat och håller god kvalitet kan hålla upp till 60 år, medan ett med sämre kvalitet kan vara uttjänt efter 5 år. Uppskattad livslängd av ett papptak är dock uppskattningsvis mellan 30 och 40 år vid korrekt montage.

## Historik
Takpapp uppfanns 1785 av den svenske amiralitetsdoktorn Arvid Faxe från Karlskrona. Faxa hade utvecklat en massa med kartong, men höll dess ingredienser hemliga. För att bättre marknadsföra det för tak, kallade han det inte längre stenpapper, utan konstgjord skiffer.